# Carmen Baena
Carmen Baena Palenzuela (Benalúa de Guadix, 1967) es una artista multidisciplinar española especializada en escultura y arte textil.

## Trayectoria
Baena nació en el pueblo de Benalúa de Guadix, en Granada, donde vivió hasta 1978, cuando se trasladó con su familia a Ribarroja, Valencia. En 1992, se licenció en Bellas Artes en la Universidad Politécnica de Valencia (UPV) y se especializó en escultura. Durante su formación universitaria recibió la beca de colaboración del Departamento de Escultura de la misma universidad. Ha desarrollado la mayor parte de su carrera como escultora en la localidad de Molina de Segura, en Murcia.
Su obra se caracteriza por la continua investigación con materiales y técnicas, encontrando en la naturaleza una de sus principales fuentes de inspiración; el paisaje, la relación íntima autobiográfica que la artista siente por la naturaleza, es uno de los principales temas que articulan su producción artística.
Desde sus comienzos, centró su práctica artística en el uso del mármol blanco y el pan de oro y, posteriormente, introdujo el bordado sobre papel o tela.
Su producción artística está presente en colecciones privadas y públicas, como las de la Comunidad Autónoma de Región de Murcia o la Comunidad Valenciana, en ayuntamientos o el Museo Postal y Telegráfico de Madrid, entre otros.

## Reconocimientos
En 1994, Baena recibió el premio IV Bienal de Escultura de Cuart de Poblet, en Valencia. En 2021, ganó el concurso organizado por la Concejalía de Cultura del Ayuntamiento de Molina de Segura para la realización del cartel de la 52 edición del Festival de Teatro de Molina de Segura, y que ya había ganado previamente para la 26 edición.

## Obra
- 2016 – El hilo que nos teje. Con poemas de Inma Pelegrín. Galerie Gilgenmann, Mendig (Alemania). Accesible en PDF.
- 2019 – Un abismo como sutura. Comunidad Autónoma de la Región de Murcia. ISBN 978-84-15556-63-3. Accesible en PDF.
- 2022 – Entrelíneas. Espai d’Art Contemporani El Castell (E CA). ISBN 978-84-17468-19-4. Accesible en PDF.